# Eatoniella pfefferi
Eatoniella pfefferi är en snäckart som först beskrevs av Suter 1909.  Eatoniella pfefferi ingår i släktet Eatoniella och familjen Eatoniellidae. Inga underarter finns listade i Catalogue of Life.